# Beendorf
Beendorf est une commune allemande de l'arrondissement de la Börde, Land de Saxe-Anhalt.

## Géographie
Beendorf se situe au bord de la Lappwald.
|           | Oebisfelde-Weferlingen |          |
| Helmstedt | Beendorf               | Erxleben |
|           | Ingersleben            |          |

## Histoire
Pendant la Seconde Guerre mondiale, il y avait un camp de concentration de type kommando, le KZ Beendorf, où des prisonniers de Neuengamme et de Ravensbrück travaillaient pour le compte de l'armée de l'air allemande.

## Jumelage
- Santa-Maria-Poggio (France)